# XV Quadriennale nazionale d'arte di Roma
La XV Quadriennale d'arte di Roma si tenne tra il 19 giugno e il 14 settembre 2008, nella sua sede storica, il Palazzo delle Esposizioni di Roma, da poco riaperto e rinnovato.
La mostra non ebbe vincoli tematici legati ad un titolo e nacque con l'intento di documentare una situazione in evoluzione, tracciando una panoramica sull'arte contemporanea italiana dei due decenni precedenti il 2008.
La 15ª Q, come fu chiamata sulla copertina del catalogo e sui prodotti comunicativi legati alla manifestazione, costò circa due milioni di euro. e durante i 76 giorni di apertura accolse 30.000 visitatori.

## Mostra
L'obiettivo della mostra è stato quello di tracciare una mappatura dei principali esiti della ricerca artistica condotta in Italia nei due decenni precedenti il 2008 e delle esperienze ritenute rappresentative di quel periodo, dedicando una particolare attenzione agli artisti a metà carriera e ai giovani, indicativi di possibili evoluzioni future del panorama artistico italiano. La rassegna ha registrato le diverse declinazioni dell'arte contemporanea (arte concettuale, minimalismo e le varie tendenze dell'immagine pittorica o fotografica), tentando inoltre di identificare le possibili specificità della situazione italiana nel sistema internazionale dell'arte.
Furono invitati 99 artisti, ai quali fu richiesto di esporre un'unica opera recente ciascuno, in molti casi realizzata per l'occasione.
Pittura, fotografia, video, scultura, installazioni e net art furono i linguaggi utilizzati nella mostra, in proporzioni disomogenee. Gli artisti presenti avevano un'età media di quarantacinque anni, un quarto di loro avevano meno di trentacinque anni e per un terzo erano donne.
La XV Quadriennale di Roma fu dedicata alla memoria di Luciano Fabro: la sua scultura Autunno, esposta in Italia per la prima volta, aprì la mostra nella sala della rotonda di Palazzo delle Esposizioni.
Durante il periodo della mostra, i servizi educativi del Palazzo delle Esposizioni, in collaborazione con la facoltà di lettere e filosofia dell'Università degli Studi La Sapienza di Roma, hanno organizzato diversi incontri tra gli artisti e il pubblico nell'ambito di visite tematiche..

## Commissari e allestimento
Una commissione di curatori e storici dell'arte, composta da Chiara Bertola, Lorenzo Canova, Bruno Corà, Daniela Lancioni e Claudio Spadoni curarono l'impianto critico della mostra e selezionato gli artisti invitati a partecipare.
Il percorso della mostra si articolò sui 3000 m2 disposti sui tre livelli di Palazzo delle Esposizioni. L'allestimento fu curato da Lucio Turchetta.

## Elenco degli artisti
- Mario Airò
- Carolina Raquel Antich
- Andrea Aquilanti
- Stefano Arienti
- Sergia Avveduti
- Massimo Bartolini
- Matteo Basilé
- Alessandro Bazan
- Vanessa Beecroft
- Angelo Bellobono
- Elisabetta Benassi
- Manfredi Beninati
- Stefano Boccalini
- Francesco Bocchini
- Stefano Bonacci
- Giuseppe Caccavale
- Alessandro Cannistrà
- Gea Casolaro
- Antonio Catelani
- Alice Cattaneo
- Loris Cecchini
- Francesco Cervelli
- Paolo Chiasera
- Claudio Citterio,
- Marco Colazzo
- Luca Costantini
- Francesco De Grandi
- Daniela De Lorenzo
- Giulio De Mitri
- Fabrice de Nola
- Alberto Di Fabio
- Anna Di Febo
- Elisabetta Di Maggio
- Andrea Di Marco
- Rä di Martino
- Fulvio Di Piazza
- Mauro Di Silvestre
- Valentino Diego
- Bruna Esposito
- Stefania Fabrizi
- Luciano Fabro
- David Fagioli
- Lara Favaretto
- Flavio Favelli
- Danilo Fiorucci
- Simona Frillici
- Paolo Grassino
- Alice Guareschi
- Debora Hirsch
- Irena Kalođera
- Karpüseeler
- Deborah Logorio
- Federico Lombardo
- Claudia Losi
- Serenella Lupparelli
- Andrea Mastrovito
- Vittoria Mazzoni
- Sabrina Mezzaqui
- Matteo Montani
- Diego Morandini
- Maria Morganti
- Liliana Moro
- Adriano Nardi
- Marco Neri
- Davide Nido
- Adrian Paci
- Luca Pancrazzi
- Marina Paris
- Luana Perilli
- Perino & Vele
- Diego Perrone
- Paola Pivi
- Piero Pompili
- Franco Pozzi
- Luisa Protti
- Daniele Puppi
- Luisa Rabbia
- Antonio Riello
- Giovanni Rizzoli
- Bernhard Rüdiger
- Andrea Salvino
- Mariateresa Sartori
- Maurizio Savini
- Francesco Simeti
- Sissi
- Federico Solmi
- Vittorio Sopracase
- Donatella Spaziani
- Stalker/ON
- Giuseppe Stampone
- Giovanni Termini
- Alessandra Tesi
- Silvano Tessarollo
- Grazia Toderi
- Stefano Tondo
- Luca Trevisani
- Erich Turroni
- Nico Vascellari
- Nicola Verlato
- Marco Verrelli

## Giuria e premi
Per la prima volta nella storia della Quadriennale di Roma, la giuria, costituita da Suzanne Pagé, direttore della Fondation Louis Vuitton pour la création, Gerald Matt, direttore della Kunsthalle di Vienna e Vicente Todolí, direttore della Tate Modern di Londra, non fu italiana.
Il 12 settembre 2008, la giuria premi della XV Quadriennale assegnò il premio Quadriennale (20.000 euro) ad Adrian Paci, il premio alla giovane arte (10.000 euro) a Deborah Ligorio: entrambi avevano partecipato con opere realizzate in video.
Un premio alla carriera (medaglia d'oro), fu assegnato a Maurizio Cattelan. Il 24 marzo 2009 al MAXXI di Roma. A ritirare il premio, si presentò il cantante Elio delle Storie Tese che sostenne di essere il vero Cattelan interloquendo spiritosamente e rispondendo alle domande di Francesco Prosperetti, Anna Mattirolo, Gino Agnese, Stefano Chiodi, Andrea Cortellessa, Cornelia Lauf e del pubblico presente.

## Catalogo
La mostra fu documentata da un catalogo delle opere di 320 pagine, edito da Marsilio. Il volume si apre con i testi critici di Chiara Bertola, Lorenzo Canova, Bruno Corà, Daniela Lancioni e Claudio Spadoni.
Lungo il percorso della mostra era consultabile uno schermo tattile con le immagini delle opere e le schede sugli artisti, curate da Paola Bonani per la fondazione Quadriennale.

## Mostre correlate
Durante la XV Quadriennale, nello spazio fontana di Palazzo delle Esposizioni fu allestita una mostra documentaria sulla storia della Quadriennale di Roma. La mostra fu curata dall'Archivio della fondazione Quadriennale in collaborazione con l'Istituto Luce e Rai Teche.